# 非晚間時段
非晚間時段（又稱非黃金時段），是電視業界的名詞之一，指每天黃金時段之外的時間。
通常會於早上或下午收看電視的，多數是年長者和家庭主婦等，因此早上通常都會播放一些新聞節目以生活時事為主題的節目和連續劇。而下午則以小朋友為主要收視族群，以兒童節目和卡通片為主要收視族群；而深夜時段，就會播出成人或年青人的節目。電視台亦可能會於上述時段安排重播部分於前一晚或上週黃金時段播出的節目。